# José León Sánchez
José León Sánchez (Río Cuarto, 19 de abril de 1929–15 de noviembre de 2022) fue un escritor costarricense considerado como uno de los autores más destacados e inusuales en la literatura costarricense. Fue galardonado con el Premio de Cultura Magón 2017. Se le otorgó la Presea Nelson Mandela de la CNDH en julio de 2018. En agosto de 2018 recibió el Premio Interamericano al Mérito Jurídico otorgado por la Barra Interamericana de Abogados.
Sánchez falleció luego de haber sido ingresado al Hospital San VIcente de Paúl en Heredia a inicios del mes de noviembre de 2022 por problemas cardíacos.

## Biografía

### Infancia
Nació el 19 de abril de 1929 en Cucaracho de Río Cuarto, un rancherío de indígenas huetares. Su nombre indígena es Ocelotl, como el felino de la región (Leopardus pardalis). Fue bautizado por un sacerdote católico, que heredó sus apellidos (Sánchez Alvarado) a los 700 habitantes del pueblo.
Su madre Ester Sánchez Alvarado ejercía el oficio de prostituta entre los huleros y de ahí que esta madre joven jamás supo el nombre de los padres de sus hijas e hijo. Cada vez que tenía un hijo, por vivir en la plena miseria, viajaba hasta el pueblo de Grecia y lo vendía. Para José León Sánchez el hecho de que su madre fuese prostituta no es situación vergonzosa, además el escritor nunca pudo conocer a su padre ni saber con certeza quién era.
Doña Ester Sánchez no pudo vender a su único hijo pues este nació enfermo, en un intento de negociarlo con un mercader por un saco de sal, este no quiso aceptar el trato pues aseveraba que «era más amarillo que la yema de un huevo», terminó regalándoselo al mercader quien lo dejó en el Hospital San Rafael en la provincia de Alajuela. Un año después José León ingresó al Hospicio de Huérfanos de San José, del cual se fugó a la edad de diez años junto con su hermana Aracely, quien murió años más tarde a manos de su esposo, el cual la explotaba como prostituta desde la edad de 14 años. En uno de sus cuentos «La niña que vino de la luna», editado por la Unesco en más de 160 idiomas para aplacar el hambre en África, el escritor narra la historia de su hermana Aracely dentro del libro «Las Palabras Pueden, los escritores y la Infancia» (2007, Fondo de las Naciones Unidas para la Infancia UNICEF).

### El monstruo de la Basílica
En el año de 1950 se llevó a cabo en Costa Rica uno de los crímenes más sensacionales en toda su historia; fue tomada por asalto la Basílica de Los Ángeles, sede de la Patrona Nacional y símbolo de la religión católica en Costa Rica. En dicho acto, la Virgen de los Ángeles fue despojada de sus joyas, valoradas en varios millones de dólares. Además, murió un custodio. José León Sánchez, con veinte años de edad fue acusado por su suegro, quien alegó que el mismo José León le entregó un botín de joyas.
Fue torturado por las autoridades hurgándole una muela cariada con un alfiler y horadándole un oído con palillos de fósforos para que brindara una declaración acorde con la acusación, alejada de la realidad pero idónea para condenarlo y se convirtió en el ser humano más odiado en la historia de Costa Rica durante esa época. Todos los abogados costarricenses firmaron un documento en el que aceptarían cualquier causa penal antes que defender legalmente al Monstruo de la Basílica.

### Prisionero en la Isla San Lucas
Fue condenado a cadena perpetua en el presidio de la Isla San Lucas, en donde pasa sus primeros años como preso en un calabozo bajo las peores condiciones, haciendo las necesidades fisiológicas en una esquina del mismo calabozo, con tan solo una hora de sol al día y tomando los alimentos en sus propias manos, pues ni un plato y vaso era digno de poseer.
Una vez que se le negó la hora de sol al día, optó por abrirse las venas pensando ya en que no podía tener algo peor. Su tragedia de preso duraría 30 años, en uno de sus intentos de fuga se le hace necesario nadar 36 horas para alcanzar un tronco flotando en el mar, y después de tres días de divagar en las corrientes atado con sus brazos al tronco lo encuentran en el actual Puerto de Caldera. El gobierno de Costa Rica ofrece diez mil colones de recompensa por El monstruo de la Basílica de Los Ángeles, José León Sánchez, donde se le califica como un delincuente psicópata macabro de alta peligrosidad y el anuncio no se hace esperar especialmente para los vecinos de Cartago y San José quienes llegan en trenes a Puntarenas y se dedican a buscarlo. Una vez que lo encuentran es llevado a la Penitenciaría Central de San José donde es encarcelado en la celda número diez, de la cual también se intenta fugar amarrando sábanas y cobijas para bajar por las altas columnas del edificio que actualmente es el Museo del Niño. Él y su compañero son alcanzados por uno de los guardianes que les lanza una lluvia de balas, su compañero fallece en el intento y una bala se le incrusta muy cerca del corazón.
Luego de trece años, el presidente de Costa Rica Mario Echandi y su ministro de justicia declaran abolir el presidio como lugar indigno de una nación como Costa Rica y se forma la primera Colonia Agrícola Penal de América Latina.
En la Colonia Penal, José León Sánchez aprende a escribir bien y a leer mejor gracias a un reo que comparte conocimientos con él y se dedica a escribir cartas a los compañeros reos en bolsas de cemento, por una sola plana y con lápices de madera cortados en cuatro pedazos para que no funcionaran como armas, comienza su obra «La isla de los hombres solos» como encargo de uno de los cocineros que le solicita una carta del tamaño de una plana entera, este acepta por la promesa de recibir cincuenta centavos —que era un sueño tener en el presidio—, pero sus compañeros lo alientan a no vender esa carta y a que siga escribiendo los relatos de todos y es así como nace la Obra Testimonial ícono de los derechos humanos de un hombre inocente. Como no existe editorial que quiera hacerse cargo de la publicación decide construir un polígrafo y comenzar con la publicación, con la tinta que le regala René Picado y el papel que le regala un benévolo vendedor de biblias de San José.

### Premio literario para un reo
En el año 1963, teniendo Costa Rica setecientos mil habitantes, inspirada en la recomendación del profesor universitario español Constantino Láscaris, se crea el primer concurso literario. José León Sánchez gana el primer premio con el cuento «El poeta, el niño y el río». En la obra ceremonial de premiación se le entrega el segundo premio a Constantino Láscaris y se anuncia que el primer premio no se puede entregar por algunos problemas. Láscaris, ayudado por dos de sus estudiantes, colocan una silla bordada de oro con un ramo de rosas para que el reo reciba su premio, haciendo alusión a que si no se entrega el premio a José León, él tampoco recibe el que le corresponde.
En sus treinta años de presidio y en la colonia, José León constituye bajo la égida del Lic. Joaquín Vargas Gené, el Primer Gobierno de los Penales del Mundo, del cual se le nombra presidente, inspirado en las ideas del jurista español Jiménez de Azua. Como gobernante del presidio forma el primer periódico, la primera escuela penitenciaria, escribe el primer texto de enseñanza para reos, funda la primera biblioteca bajo el auxilio de la Universidad de Kansas y funda también la primera Orquesta Penitenciaria y el primer banco de sangre de Costa Rica.
Auxiliado por la Universidad de Buenos Aires estudia derecho y el periódico El Clarín destaca en una edición especial de un millón de ejemplares una entrevista con el reo.

### Libertad y declaración de inocencia
En el año de 1999 la Sala Constitucional de Costa Rica hace una observación sobre el caso José León Sánchez, ese mismo año la Corte Suprema de Justicia de Costa Rica, Sala III absuelve por duda al escritor.
La Iglesia católica por primera vez en la historia del país le pide perdón por haberle declarado autor de un sacrilegio en el año de 1950.
José León Sánchez encontró refugio en México, durante los primeros años de su libertad, donde en 1973 ya habían filmado la película La isla de los hombres solos. Ha escrito treinta obras literarias, donde se destacan Tenochtitlán: la última batalla de los aztecas, Cuando nos alcanza el ayer, La cattleya negra, Cuando canta el caracol, A la izquierda del sol, La colina del buey, Campanas para llamar al viento, ¡Mujer... aún la noche es joven!, Tortura: el crimen de Colima, La niña que vino de la luna, El corazón de Juan, Los gavilanes vuelan hacia el sur, La luna de la hierba roja, etc. Sus libros han sido traducidos al inglés, italiano, ruso, alemán, holandés, francés y mandarín. Es el escritor costarricense más leído y conocido en el mundo. Del best seller «La isla de los hombres solos» ha vendido más de tres millones de ejemplares y de su obra maestra «Tenochtitlán»  varios millones de ejemplares. Ha ganado cinco veces el Premio Nacional de Literatura y fue nombrado Doctor Honoris Causa en la Universidad Nacional Autónoma de México (UNAM). Fue nombrado miembro de la Comisión Mundial de Tratamiento del Delincuente de las Naciones Unidas y ha viajado por 64 países que aún no han abolido la pena de muerte. 
José León Sánchez falleció el 15 de noviembre de 2022.

## Obra literaria
En 1963, la noticia de que un reo había ganado el Primer Premio del cuento de los Juegos Florales, causó asombro en Costa Rica. Este es el mismo presidiario al que Costa Rica le rinde homenaje un día en el Teatro Nacional ante una silla vacía, que simboliza su nombre ausente en la lejana isla de San Lucas, por ganar el premio Juegos Florales 1963 con el cuento «El poeta, El niño y El río».
Dos años después ganaba un premio internacional de literatura con su obra «Cuando canta el caracol», en el Festival de Artes y Letras de la República de Guatemala.
La Editorial Costa Rica ha publicado sus mejores cuentos bajo el título «La Cattleya Negra». Se le otorgó el Premio Nacional de Literatura Aquileo J. Echeverría en 1967. Recibió Mención de Honor de los Juegos Florales Costarricenses-Centroamericanos, en 1969, con la novela «La Colina del Buey». 

### Obras
- Tortura: el crimen de Colima
- La isla de los hombres solos.
- Cuando canta el caracol.
- La cattleya negra.
- Texto para leer y escribir en dos meses.
- La hacienda, sí calla.
- El Río Sucio.
- La niña que vino de la luna.
- El poeta, el niño y el río.
- Glosario del hampa en Costa Rica.
- Teatro Penitenciario (varias obras).
- Calzadas, flores, plantas y animales de San Lucas (para la Universidad de Kansas)
- Injusticias Penitenciarias (varias biografías de reos).
- La colina del buey (antes Picahueso).
- Luis Alberto Monge (Biografía política firmada por un negro).
- La Hora de Morir (teatro).
- Los Refugiados (teatro).
- A la Izquierda del Sol (recopilación de cuentos Editorial Novaro España)
- ¡Mujer... aún la noche es joven!
- ¿De qué color es el mundo? (recopilación artículos de periódico de Costa Rica, México y España).
- El corazón de Juan (primer trasplante de corazón en Centroamérica).
- El Camino del Infierno (cinematografía).
- Macorina (cinematografía obra de Chavela Vargas y novela).
- Tenochtitlan: la última batalla de los aztecas.
- Campanas para llamar al viento.
- La luna de la hierba roja.
- El domingo es primavera (inédita).
- San Lucas, una esmeralda en el mar.
- En el ojo del huracán.
- Cuando nos alcanza el ayer.

#### La isla de los hombres solos

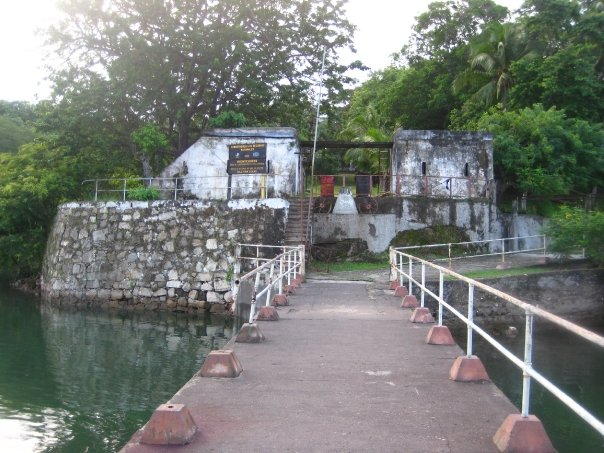
Muelle de la Isla San Lucas.

La isla de los hombres solos es quizá la obra más conocida de José León Sánchez. Trata sobre las condiciones inhumanas del penal de la Isla San Lucas en Costa Rica.
En primera persona un hombre narra cómo es acusado injustamente de asesinato y es condenado a trabajo forzado, como es llevado al penal de San Lucas, su estancia en el temido lugar, las vejaciones a que es sometido y el hambre crónica pintada en cada una de las caras de los presos.
El penal de San Lucas se caracterizaba por ser una isla donde solo hombres eran encarcelados, las prácticas homosexuales y de zoofilia eran cosa común en el claustro, algunos hombres terminaban por tomar roles de mujer.
En el penal primeramente colocaban un grillete de varios kilos que terminaba por llenar de llagas el tobillo, ocasionando gangrena e infecciones dolorosas.
La comida era escasa, el hambre se enseñoreaba, al mismo tiempo que los malos tratos y las golpizas de los guardias. La muerte era la única forma de escapar de aquel lugar, las aguas infestadas de tiburones hacían imposible el escape; no por eso, no había intento fallidos de fuga.
En una ocasión llegó un preso nuevo que odiaba el agua, los guardias día a día se divertían con su miedo a las olas del mar, lo libraban de su grillete y lo empujaban al mar dejando que las olas casi lo ahogaran para rescatarlo posteriormente; en una de tantas el preso que odiaba el agua y no sabía nadar fue atrapado por la turbulencia de las olas y arrastrado mar adentro; los guardias preocupados lo veían manotear y a punto de ahogarse; lo observaban con la certidumbre que se ahogaría, cuando el preso empezó a bracear vigorosamente, nadando como un pez. Fue la última vez que se le vio, no pudieron capturarlo ni encontrar rastros de su cuerpo.
Era tanta el hambre que se comía lo que se podía, por tal razón las enfermedades menguaban la población carcelaria. En una ocasión llegó a la isla una comisión humanitaria que dio tanta papa a los presos que estos comieron a reventar; los efectos de la comilona no se hicieron esperar, muchos murieron a causa de tanta comida.
En el año 2016, Teatro Espressivo monta la obra en Costa Rica con el afamado director neoyorkino José Zayas.

### Ensayos
- La cerámica como libro ritual precolombino en Nicoya (premio Mundial de la Ford Fundación)
- Calzadas precolombinas en isla de San Lucas.
- Esclavos de la isla de Chira y Chara para la conquista del Perú Copan: Ciudad Alegría.
- Los templos de la arquitectura precolombina llamados pirámides.
- El templo de Cholula, cultura tolteca. La construcción más grande salida de la mano del hombre después de la Muralla China.
- Un quipú precolombino de Talamanca en el Museo de Washington.
- El libro, las matemáticas y el cero en la isla de Chira antes de los españoles.
- La violación del debido proceso en el procedimiento penal de Costa Rica.
- La mujer en la Biblia, origen de todos los males según la religión judía.
- La mujer en la política.
- Historia de mi madre y hermana en el oficio de la prostitución.
- El voto del reo en el Código Electoral de Costa Rica.
- El libro, la matemática y el cero en la Gran Nicoya cien años antes que en España se escribiera el primer libro en castellano.
- El derecho de la mujer; 50 y 50 en política.
- El delito original del hombre en el genoma humano.
- ¿César Lombroso tenía razón en su tesis del hombre delincuente?
- La pena de muerte en Costa Rica llamada Ley de Fuga encubierta al año de 1975.
- La historia de Juanito Mora, Héroe Nacional de Costa Rica y las mentiras de la historia.
- He vivido sin aprender matemáticas.
- La herencia de China en el descubrimiento de América.
- La cultura del hombre americano vino de China y Japón.
- Cristóbal Colón traficante de esclavos.
- La Guerra de 1856: un crimen de lesa Patria contra un pueblo ignorante e indefenso.
- Por qué Costa Rica perdió la Guerra de 1856.
- Arte único en la cerámica de la Gran Nicoya.
- La herencia en la humanidad: grandes mujeres de la historia.

### Investigaciones científicas y académicas

#### Quipu Censo Talamanca
Junto con José Daniel Corrales Céspedes, Ahiza Vega Montero y Orlando Barrantes, el célebre escritor José León Sánchez hizo el mayor aporte a la cultura e historia costarricense al demostrar que los indígenas de Talamanca conocían la escritura antes de la llegada de los españoles, al descubrir la existencia de un quipu de esta zona costarricense. José Daniel Corrales Céspedes lo encontró en los registros del Instituto Smithsoniano en Washington D. C. y junto con José León Sánchez comenzaron la tarea de investigación.

## Reconocimientos

### Homenajes
- 1977: la Revista Life de New York le hace un homenaje de 10 páginas bajo el título «¿Hasta dónde puede llegar el hombre?».
- Revista ABC de España declara su Libro «La isla de los hombres solos» como primera obra testimonial de América antes de la obra «El Cimarrón», de Cuba.
- 1990: El Instituto Nacional de las Ciencias Penales en la Universidad National Autónoma de México lo declara Invitado Especial.
- La Sociedad Mexicana de Criminología, le otorga Diploma de Honor Facultad de Derecho de la Universidad National Autónoma de México y le nombra visitante profesor distinguido en Seminario Derecho Penal.
- Ballet Folclórico Nacional de México le nombra asesor distinguido en el campo precolombino de México.
- Asociación de Escritores de México le otorga el Premio Cuauhtémoc en Literatura.
- Editorial Televisa imprime 1.000 000 ejemplares de su libro” sobre Agustín Lara «¡Mujer... aún la noche es joven!».
- 1998: La Universidad de San Marcos en Lima, es la primera universidad de América que aplaude el doctorado honoris causa que le otorgó la Universidad Nacional Autónoma de México.
- El Ayuntamiento Constitucional de Jalisco le otorga honor al Mérito por su libro sobre Agustín Lara.
- Consejo de Gobierno de C.R. otorga felicitación al escritor por su declaración de inocencia
- Fundación Bill Gates de Nueva York, en el acto se distribuyeron 500 000 ejemplares de la novela «Tenochtitlán: la última batalla de los aztecas», en idioma inglés en colegios y bibliotecas de Estados Unidos.
- Secretaría de la Defensa Nacional de los Estados Unidos Mexicanos: Edición especial novela «Tenochtitlán».
- Hospital San Juan de Dios: Homenaje al arzobispo de San José Dr. Carlos Humberto Rodríguez y al reo José León Sánchez como fundadores del primer banco de sangre en Costa Rica.
- La Editorial Televisa imprime un millón de obras del libro “Mujer aún la noche es joven” como homenaje y recuerdo de Agustín Lara.
- El grupo Gaditano Saurom publica mediante sus medios oficiales el lanzamiento de su próximo disco "Sueños" el cual incluye un tema llamado "La Isla De Los Hombres Solos". Dicho homenaje se da por cuanto un fan de la banda obsequia a Narci Lara el Libro y le pide dentro del texto crear una canción inspirado en la obra.
- En agosto de 2018 la Barra Interamericana de Abogados crea, en su honor, el Premio Interamericano por la promoción, defensa, protección y difusión a los Derechos Humanos José León Sánchez para otorgarlo cada año a personas que se destaquen en esta área.

### Premios
- Premio Interamericano al Mérito Jurídico 2018, otorgado por la Barra Interamericana de Abogados.
- Premio Nacional de Cultura Magón 2017, máximo reconocimiento otorgado por el Gobierno de Costa Rica a una vida dedicada a la Cultura.
- Cinco veces ha recibido el Premio Nacional de Literatura de Costa Rica por cinco obras diferentes.
- Premio Ford Fundation del Mundo por la obra sobre la Gran Nicoya donde descubre que la cerámica ritual es un libro y que en la Gran Nicoya se conocía el cero antes que en España se escribiera el primer libro en castellano.
- Agregado cultural en Europa en el gobierno de José Figueres.
- Viceministro de Justicia en el Gobierno de Luis Alberto Monge, donde duraría cuatro horas antes el reclamo de la Iglesia Católica.
- El documental sobre su vida ha ganado todos los premios de América en el año 2008.
- El Gobierno de México realizó una película sobre su obra «La isla de los hombres solos».
- Premio Universidad San Ignacio de Loyola de New Orleans por la obra «La isla de los hombres solos».
- Premio Cuauhtemoc de México por «Tenochtitlán: la última batalla de los aztecas».
- Premio Nezathualcoyotl de México por «Tenochtitlán: la última batalla de los aztecas».
- Premio doctor honoris causa Universidad Nacional Autónoma de México por la obra «Tenochtitlán: la última batalla de los aztecas»
- Premio Sociedad de Escritores de Rusia y edición de la obra «Tenochtitlán: la última batalla de los aztecas» en idioma ucraniano.
- Premio de Universidad de Berna, Suiza, y traducción al alemán de «Tenochtitlán: la última batalla de los aztecas».
- Premio Universidad de la Paz de Baja California por la obra sobre Fray Junipero Serracampanas «Para llamar al viento».
- Cónsul de Costa Rica en San Francisco, en el gobierno de Monge.
- Editor y director del primer periódico penitenciario de Costa Rica en San Lucas: «El ideal de un día».
- Director fundador de la primera biblioteca penitenciaria en San Lucas.
- Director fundador de la escuela penal en San Lucas.
- Director fundador de la primera compañía de teatro penal.
- Presidente del primero y único autogobierno penitenciario en la historia de Costa Rica,  integrado por reos.
- Director fundador de la primera orquesta penal en San Lucas.
- En el marco de la celebración del Día Internacional de Nelson Mandela (18 de julio de 2018), la Comisión Nacional de los Derechos Humanos le entregó la Presea Nelson Mandela de la CNDH a José León Sánchez, escritor y defensor de los derechos humanos de las personas privadas de la libertad, al promover la vida digna y humanización del sistema penitenciario.[6]

## Obras sobre José León Sánchez

### Cine
El productor mexicano René Cardona realizó la película La isla de los hombres solos en 1973, la locación fue en Barra de Coyuca, Guerrero.
En La isla de León (2009, México) del realizador Rogelio Ortega, se narra su biografía desde el formato de documental. Acusado de haber cometido un crimen en la iglesia más importante de su país, es condenado a vivir incomunicado durante tres años en la oscuridad y 17 años más en una isla que el mismo bautizaría como «La isla de los hombres solos», un lugar sin esperanza ni compasión. Contado de viva voz por el mismo José León Sánchez, que platica la historia del hombre que recibió el doctorado Honoris Causa de la Universidad Nacional Autónoma de México y que en su propia tierra fue conocido como El monstruo de la Basílica. Una película que lleva el espectador, conduciéndolo a través de un recorrido por los mismos lugares dónde José León Sánchez vivió esta historia tremendamente verdadera, a tomar parte en el drama de un hombre inocente de forma realista y cruda.

### Teatro
La isla de los hombres solos fue adaptada al teatro en 2016, con dirección de José Zayas, y estrenada el 4 de septiembre de ese año en el Teatro Espressivo.

### Música
La banda española de folk metal, Saurom, compuso una canción llamada "La isla de los hombres solos" inspirada en el libro homónimo del autor costarricense como parte de su álbum "Sueños", publicado en 2015.
Esta canción fue incluida además en el álbum conmemorativo por los 25 años Saurom, "Mester de Juglaría", en donde aparecen 54 canciones de dicha banda interpretadas por diferentes artistas. En el caso de la canción de "La isla de los hombres solos", esta fue interpretada por la agrupación también española Ayra.
Por otro lado, la banda costarricense Abäk, también dedicada al género de folk metal, compuso otra canción homónima al libro de José León Sánchez, sin embargo, cabe aclarar que no es la misma canción de Saurom.

## Galería fotográfica

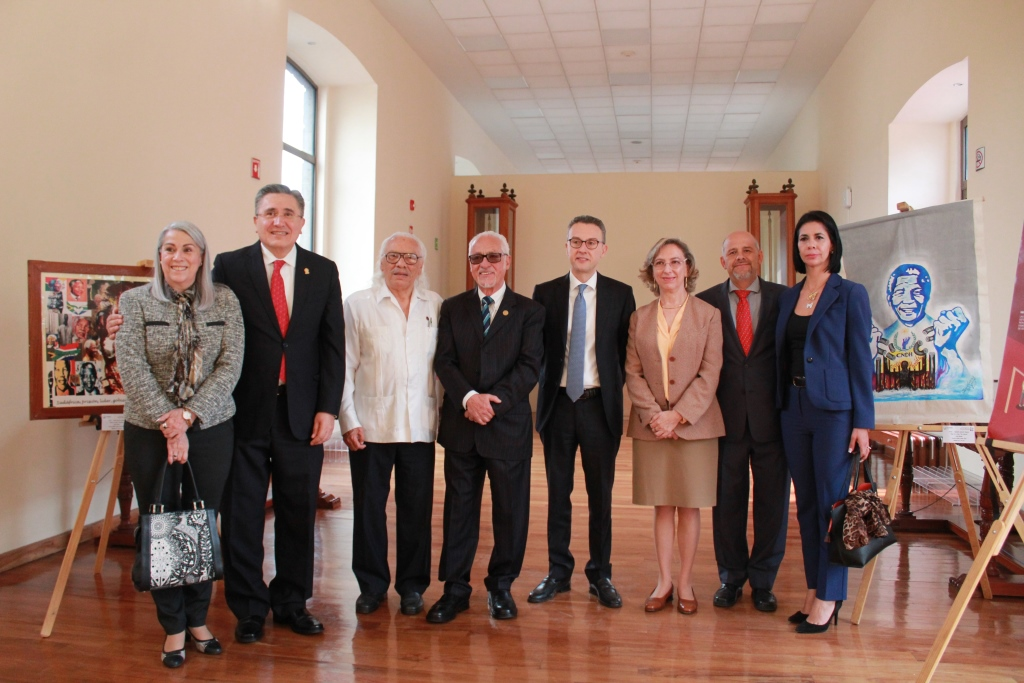
Día Internacional Nelson Mandela 2018

| |

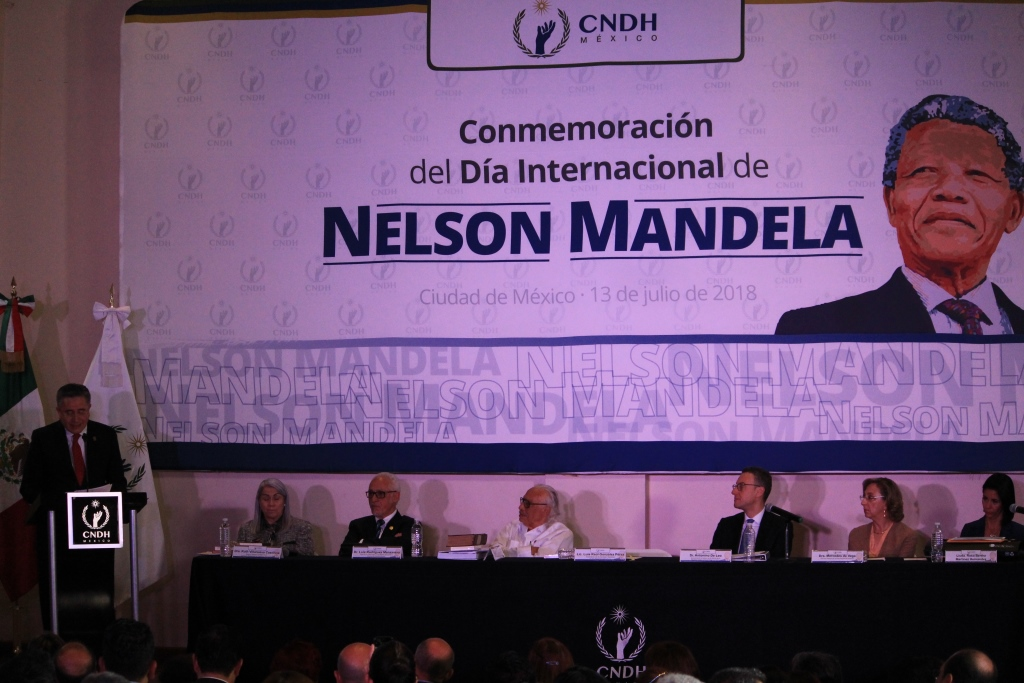
Entrega de la Presea Nelson Mandela de la CNDH a José León Sánchez

| José León Sánchez (derecha), junto a José Daniel Corrales, quien funge como Director de Investigaciones de varios proyectos del escritor. |

| |
| Durante una exposición en la Universidad de Costa Rica acompañado por su Director de Investigaciones José Daniel Corrales. |

| |
| José Daniel Corrales Céspedes y José León Sánchez en una conferencia a la Televisión Costarricense sostienen un ejemplar del Códice Borbónico. |

| |
| José Daniel Corrales Céspedes y José León Sánchez Alvarado durante la grabación de un programa cultural de la Televisión Costarricense hablan sobre los impactos que surgen gracias a su trabajo de investigación sobre los Quipus literarios y los libros precolombino. |

| |
| José Daniel Corrales Céspedes y José León Sánchez en una conferencia a la Televisión Costarricense sostienen un ejemplar del Códice Borbónico. |